# Sholpan Vallis
La Sholpan Vallis è una struttura geologica della superficie di Venere.